# 구례 화엄사 목조비로자나삼신불좌상
구례 화엄사 목조비로자나삼신불좌상(求禮 華嚴寺 木造毘盧遮那三身佛坐像)은 전라남도 구례군 마산면, 화엄사에 있는 조선시대의 불상이다. 현존하는 우리나라 불교조각 중 비로자나불-노사나불-석가모니불로 이루어진 ‘삼신불(三身佛)’로 구성된 유일한 작품으로 조선 시대 불교사상과 미술사 연구의 중요한 사례로 평가받아 왔다. 2008년 3월 12일 대한민국의 보물 제1548호로 지정되었다가 2021년 6월 23일 대한민국의 국보 제 336호로 지정되었다.

## 역사
화엄사 대웅전에 봉안(奉安)된 3구(軀)의 좌상은 1635년(인조 13년) 당대 전라도와 경상도 지역에서 활약했던 17세기의 대표적인 조각승인 청헌(淸軒 또는 淸憲)과 응원(應元), 인균(印均)을 비롯해 이들의 제자들이 만든 17세기의 대표적인 불교조각이다. 모두 3미터가 넘는 초대형 불상이다.
특히 21세기에 발견된 삼신불의 복장유물 등 관련 기록을 통해 임진왜란 때 소실된 화엄사를 재건하면서(1630∼1636), 대웅전에 봉안하기 위해 삼신불을 제작한 시기(1634∼1635년)와 과정, 후원자, 참여자들의 실체가 더욱 명확하게 밝혀졌다.
발원문에 의하면 전국 승려집단의 대표라 할 수 있는 팔도도총섭(八道都摠攝)을 역임한 벽암 각성의 주관 아래, 선조의 여덟 번째 아들 의창군 이광 부부와 선조의 사위 동양위 신익성 부부 등 다수의 왕실 인물과 승려 580여명을 포함한 총 1,320명이 시주자로 참여하였다.

## 의의
이 삼존불은 조각으로 나타낸 유일한 삼신불 조각이다. 특히 보관을 쓴 노사나불이 조각으로 남아 있는 이른 예는 별로 알려져 있지 않다.
크기가 거대하고 단순하고 깊이의 강약이 느껴지는 굵직한 옷주름의 표현은 한층 상의 중후함을 더해 준다. 특히 『화엄사사적기』(1697)에 의해 조성연대를 짐작할 수 있고, 도상이나 양식면에서 17세기의 기준이 되는 불상으로 높은 의의가 있는 상으로 평가된다.
삼신불좌상은 화려한 연꽃을 갖춘 대좌(臺座, 부처의 앉는 자리)와 팔각형 목조대좌에 다리를 서로 꼰 결가부좌(結跏趺坐) 자세로 앉아 있다. 거대한 규모와 더불어 단순하면서도 선이 굵게 처리된 조각솜씨로 인해 중후한 느낌을 더한다. 이 삼신불상은 당시 가장 유명했던 조각승 집단인 청헌파와 응원‧인균파가 참여한 만큼 표현에서도 각 유파(流派)의 조각적 특징을 잘 보여준다. 근엄한 표정의 비로자나불과 석가모니상은 청헌파가 제작한 것으로 판단되는 반면, 부드러운 얼굴에 작은 눈과 두툼한 눈두덩이가 표현된 노사나불상은 응원과 인균의 작품으로 추정된다.
따라서 17세기를 대표하는 조각승 청헌, 응원, 인균과 제자들이 최고의 기량을 발휘하여 완성한 기념비적인 대작(大作)으로, 이는 불사를 주관한 벽암 각성, 의창군 이광 등 왕실의 후원이 합쳐진 결과로 본다. 17세기 제작된 목조불상 중 크기가 가장 크고, 조각으로 유일하게 비로자나불-노사나불-석가여래불로 표현된 삼신불 도상이라는 점에서 불교조각사에서 차지하는 위상이 크고 중요할 뿐 아니라 예술‧조형적 수준도 조선 후기 불상 중에서 단연 돋보이므로 국보로 지정해도 손색이 없는 작품으로 인정받아 2021년 6월 23일 승격되었다.

## 갤러리

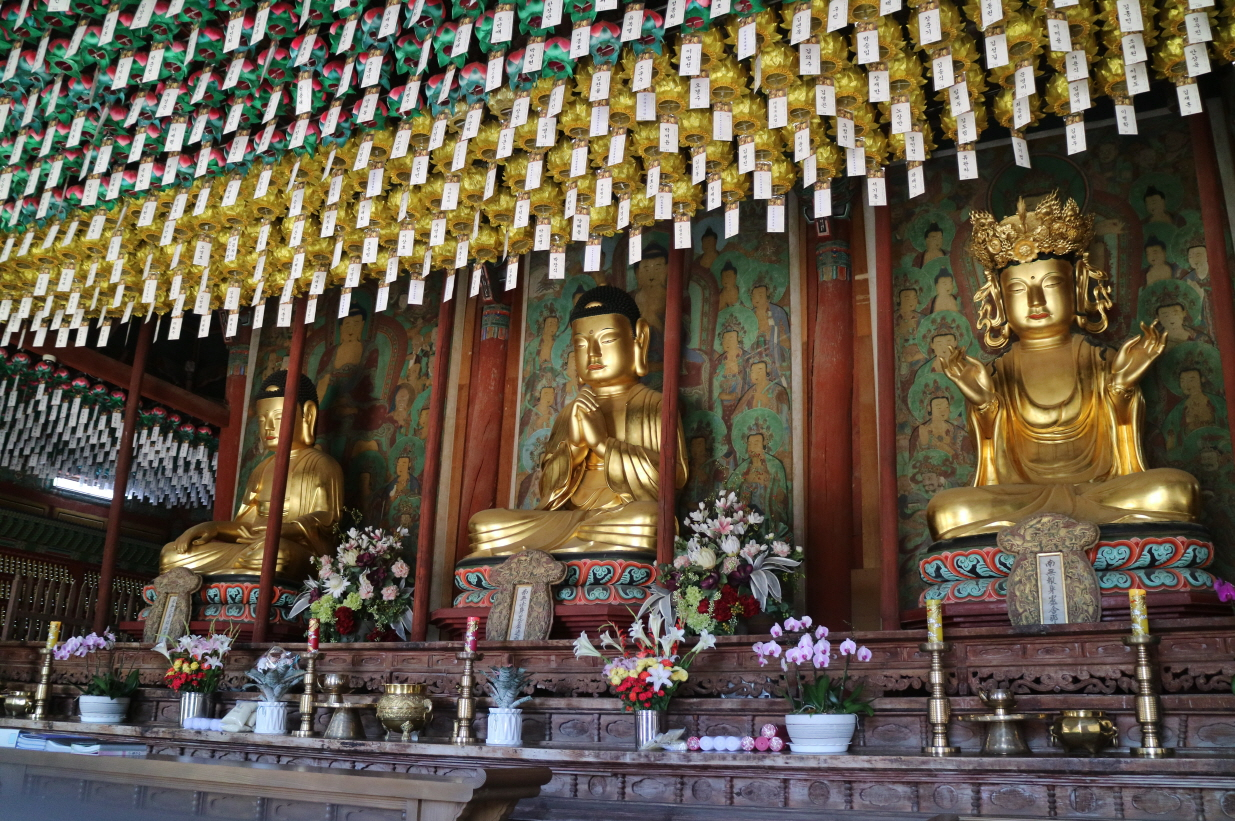
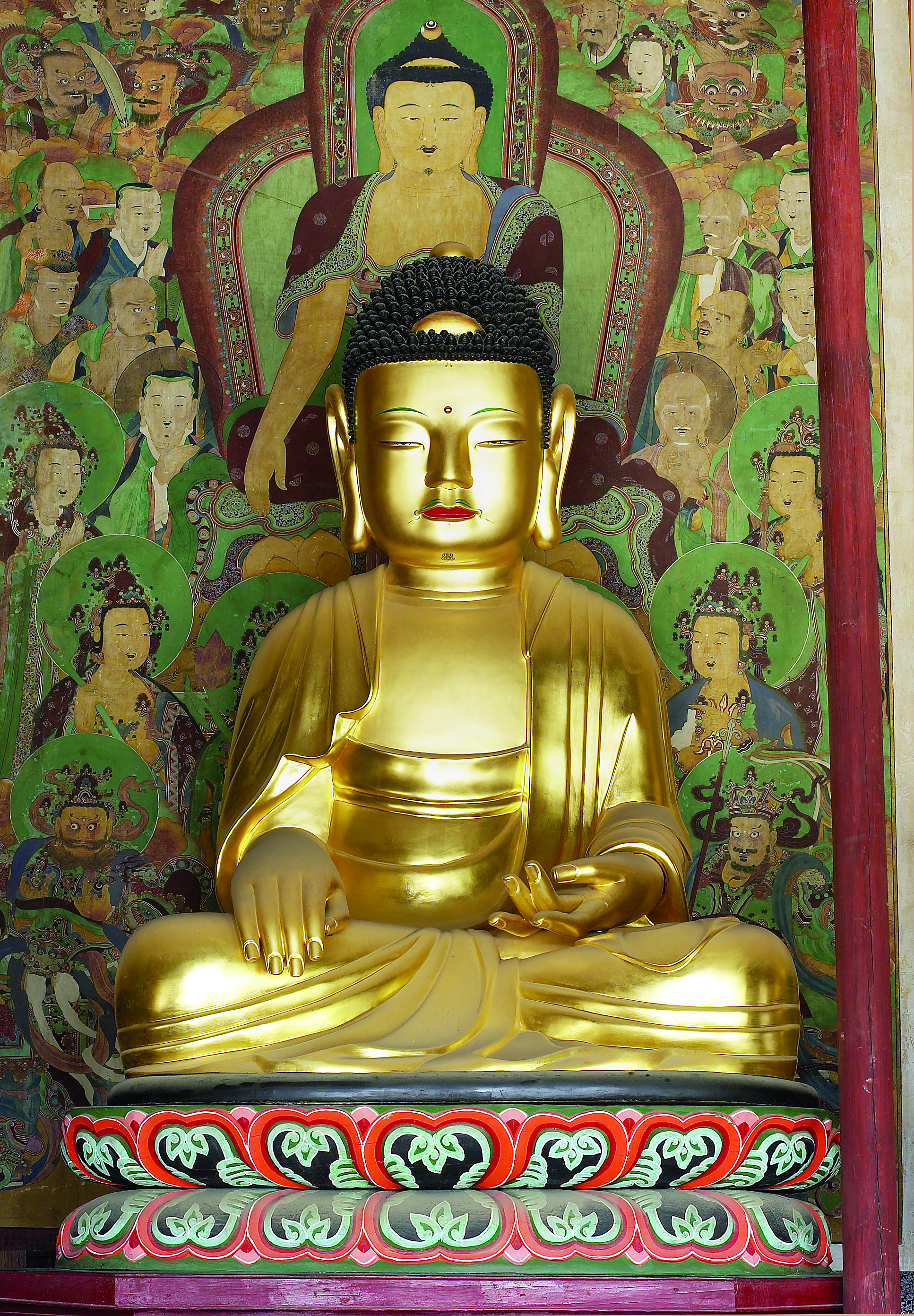
삼신불좌상 중 석가여래불
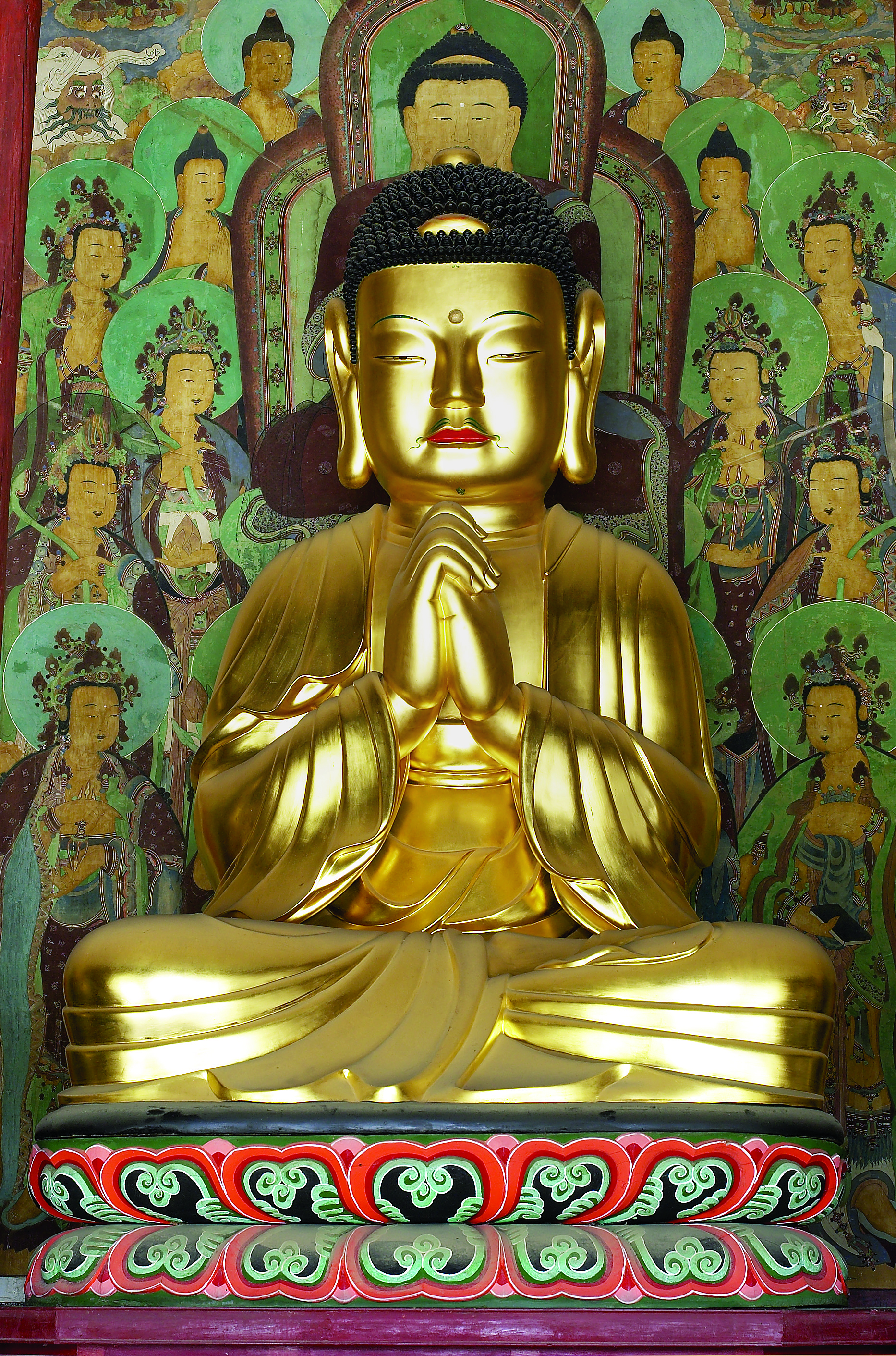
삼신불좌상 중 비로자나불
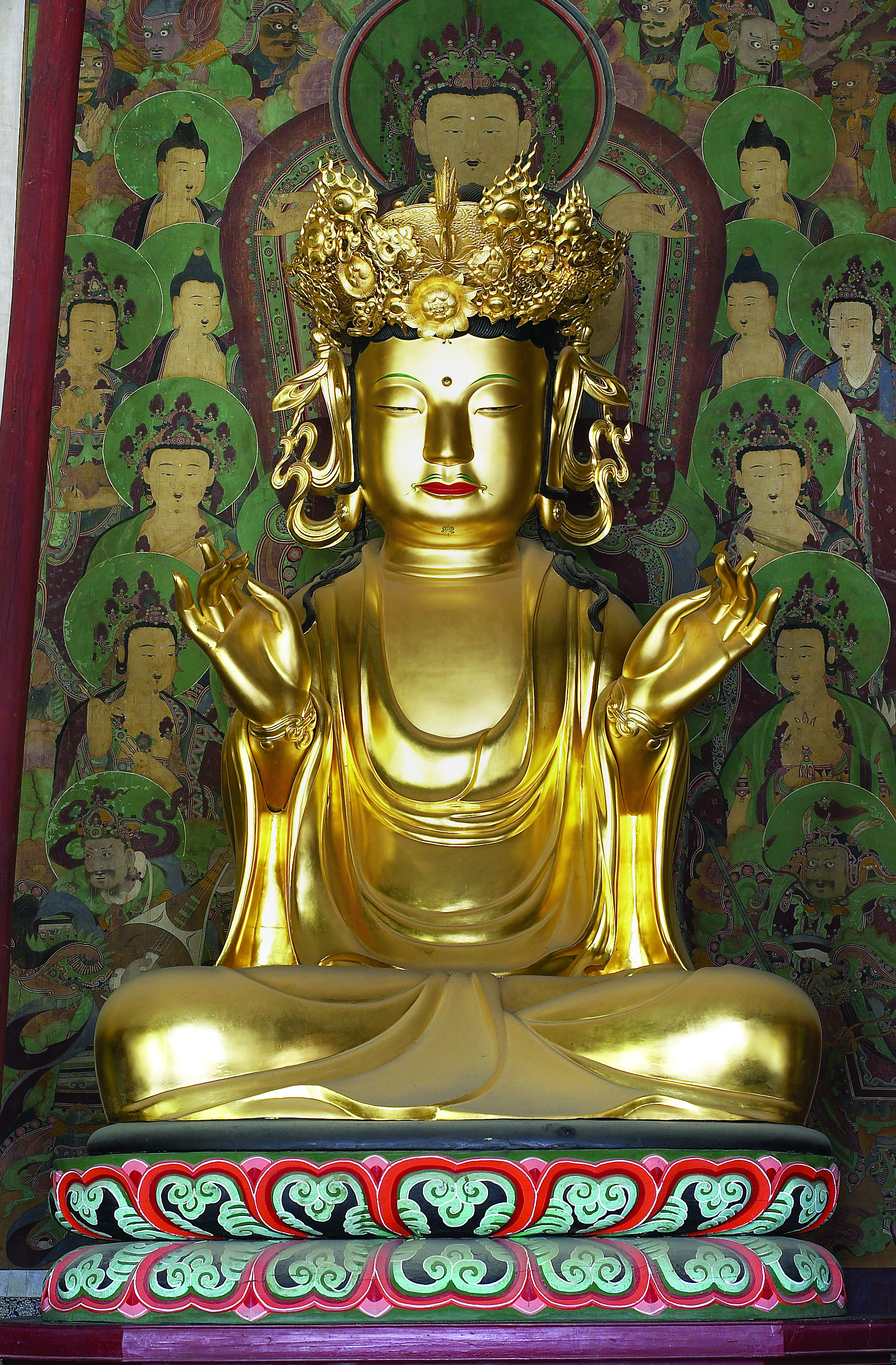
삼신불좌상 중 노사나불

## 같이 보기
- 화엄사 - 사적 제505호, 명승 제64호
- 구례 화엄사 대웅전 - 보물 제299호

## 주해
1. ↑  삼신불은 법신(法身) 비로자나불 보신(報身) 노사나불, 화신(化身) 석가모니불을 말하며 화엄사상에 근원을 둔 도상으로서, 변상도(變相圖)나 사경(寫經) 등에는 종종 보이지만, 조각품으로는 화엄사의 좌상이 유일하다.
2. ↑  벽암 각성(碧巖 覺性, 1575∼1660): 화엄사 삼신불 조성 불사를 주관한 승려. 임진왜란 이후 완주 송광사, 법주사, 화엄사, 쌍계사 등 전란으로 인해 피해를 입은 대사찰의 중창 불사를 주도해 조선 후기 불교사에서 중요한 위치에 있는 인물이다.

## 참고 자료
- 구례 화엄사 목조비로자나삼신불좌상 - 국가유산청 국가유산포털
- 이 문서에는 문화재청에서 공공누리 제1유형으로 배포된 자료를 바탕으로 한 내용이 포함되어 있습니다.